# تئودوریک دوم

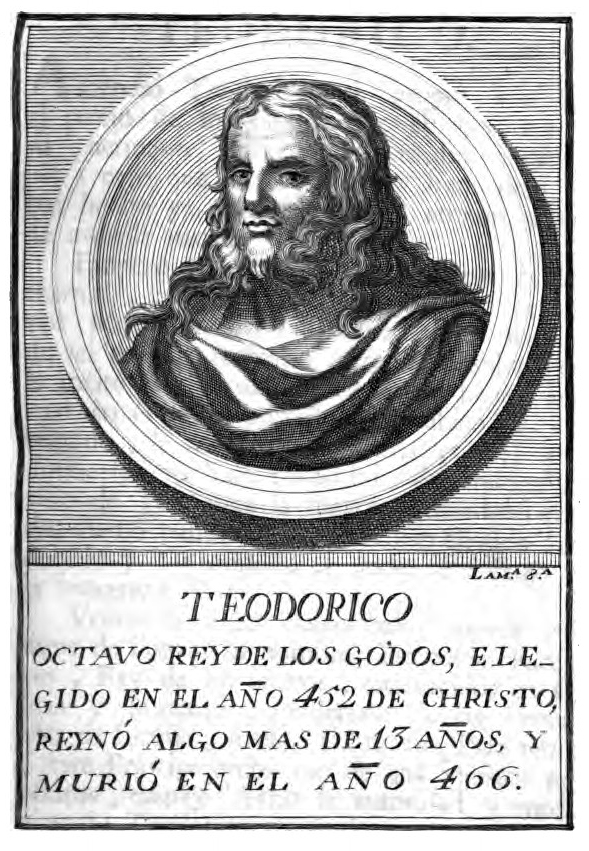
نگاره ای از تيودوریک دوم

تئودوریک دوم (درگذشتهٔ ۴۶۶) پادشاه ویزیگوت‌ها از ۴۵۳ تا ۴۶۶ بود. او در ابتدا متحد رومیان بود اما پس از برکناری امپراتور آویتوس در ۴۵۶ دوستی خود با آنها را شکست و به آرلو حمله کرد، اما مجبور به صلح با امپراتور ماژوریان شد. او سرانجام به دست برادر خود کشته شد.

## زندگینامه
تئودوریک دوم، پسر تئودوریک یکم بود که علیه برادرش توریسموند که پس از مرگ پدر جانشین او شده بود قیام کرد، برادرش را کشت و در ۴۵۳ خود پادشاه ویزیگوت‌ها شد. او در ابتدا از طریق اتحاد با رومیان، سیاست گسترش قلمروهای گوت‌ها در اسپانیا و گل را دنبال می‌کرد. اما با دریافت خبر قتل امپراتور پترونیوس ماکسیموس در ۴۵۵، دوستش آویتوس، سفیر روم غربی در دربار ویزیگوت‌ها را تحریک نمود تا خود را امپراتور بنامد و همراه با او به سوی ایتالیا رهسپار شد.
آویتوس در ۴۵۶ از قدرت برکنار شد و تئودوریک پیمان دوستی خود با رم را شکست. او آرلو را به محاصرهٔ خود درآورد اما مجبور به صلح با امپراتور ماژوریان شد. او سپس بار دیگر در ۴۶۲ تلاشی نافرجام در گل داشت اما در ۴۶۴ در نزدیکی اورلئان شکست خورد.
تئودوریک دوم در ۴۶۶ به دست برادرش اوریک کشته شد و اوریک جانشین او شد.